# Berta Pīpiņa
Berta Pīpiņa, de soltera Ziemele (28 de setembre de 1883 - 1942) fou una mestra, periodista, política i activista pels drets de les dones letona. Fou la primera dona elegida diputada al parlament letó. Activa en la defensa dels drets de la dona, durant el seu temps a l'Ajuntament de Riga i el Saeima, es van esforçar per promulgar lleis i polítiques que promoguessin la igualtat de les dones i protegissin les famílies. Quan les tropes soviètiques van ocupar Letònia, va ser deportada a Sibèria, la seva vida va ser retirada de les enciclopèdies, i va morir en un gulag.

## Primers anys
Berta Ziemele va néixer el 28 de setembre 1883 a Codes pagasts, llavors part de l'Imperi Rus, en el que ara és l'estat bàltic de Letònia, de la unió de Liza (de soltera Kula) i Jekabs Ziemelis. Els seus pares treballaven una granja i regentaven una fonda. Ziemele va assistir a l'Escola Gramàtica de Noies, una institució estatal de primària a Misas pagasts, abans d'assistir al Gymnasium Preliminar de Noies de Beķeris a Bauska, que oferia a les dones quatre anys d'educació secundària.

## Carrera
En 1901, Ziemele va començar a ensenyar a Khàrkiv, ara a Ucraïna. Entre 1904 i 1908, va estudiar a Berlín amb el Dr. Liebman per aprendre tècniques de teràpia de la parla per ajudar els nens discapacitats. A l'any següent, va viatjar a Suïssa i Rússia per ampliar el seu coneixement dels sistemes educatius. Tornant a Letònia en 1910, Ziemle es va casar amb Ermanis Pīpiņš, (1873-1927), que era un corrector de llibres, periodista i crític literari. Posteriorment la parella va tenir tres infants: dues filles, Biruta i Nora i un fill, Jānis.
Quan Letònia va obtenir la seva independència el 1918, Pīpiņa començà la seva participació activa en afers socials i polítics. Fou un dels fundadors del Partit del Centre Democràtic i va ser triada per a formar part del seu Comitè Central, la primera dona triada com a membre del cos central de govern d'un partit. El 1919 fou escollida regidora a l'Ajuntament de Riga i va començar a treballar en temes com el beure en públic i temes al voltant de les dones i els nens. Va ser designada membre de la Comissió de subministraments i va parlar en nombrosos esdeveniments sobre temes de la dona. Al voltant de 1922, es va incorporar a la Lliga Nacional de la Dona de Letònia i aquest mateix any, la Lliga es van unir al Consell Internacional de Dones (CID). In 1925, Pīpiņa es va convertir en presidenta de la Lliga, que organitzava obres de caritat, com la fundació d'una escola bressol, el funcionament d'una biblioteca, l'establiment d'escoles dominicals, i l'organització de cursos educatius de costura per a les dones. L'organització també proporcionava assessorament jurídic gratuït a les dones, la qual cosa Pīpiņa creia que era part de l'objectiu organitzatiu d'unir les dones, educar-les per obrir les generacions futures i ajudar-les a desenvolupar un esperit nacional.
Entre 1925 i 1928, Pīpiņa va encapçalar el Departament de Riga per a Desemparats i després fins a 1931 va treballar en la Comissió d'Auditoria de Riga, que supervisava les oficines municipals. Sva començar a publicar el 1928, amb una peça, Kā es runāju ar saviem bērniem par dzimumdzīvi (Com parlar amb els meus fills sobre sexualitat), que tenia per objecte ajudar les dones a educar els seus fills. En 1930, va participar en la fundació del Consell d'Organitzacions de Dones de Letònia, un organització paraigua per avançar en la igualtat social i política de les dones. Va ser membre de la seva junta directiva i es va designar com el líder de l'organització. El 1931, Pipina es va convertir en la primera dona elegida al Saeima i va ser l'única parlamentària dona del cos de 100 membres durant el període d'entreguerres. Fou elegida diputada en representació del Centre Democràtic i treballà com a assistent al President per a la Comissió d'Autogovern i com a secretària de la Comissió de Peticions. Pīpiņa es va esforçar a buscar la protecció legal de les dones i les famílies. Quan es va proposar una llei per obligar les dones casades a renunciar a la seva feina, Pīpiņa va crear un gran enrenou en declarar la seva oposició, i atraure's el menyspreu de Kārlis Ulmanis. També va treballar en lleis per proporcionar suport estatal a les famílies i els pobres, i moltes vegades va ser ridiculitzada pels seus col·legues masculins i la premsa per les seves posicions.
Alhora, Pīpiņa participat en conferències internacionals de dones, i assistí a congressos del CID Viena (1930), Estocolm (1933), París (1934), i Dubrovnik (1936), i a reunions de dones celebrades a Àustria, Hongria i Rússia, entre d'altres. En 1934, va cofundar una revista mensual, Latviete (Dona de Letònia). L'objectiu de la revista era educar les dones sobre qüestions relatives a la nació i lluitar contra els "estereotips patriarcals" que prohibien a les dones de ser tractades com a iguals en la societat. Aquest mateix any, Pīpiņa acabà la seva feina a l'Ajuntament de Riga i el 1935 va renunciar al seu lideratge del consell paraigua. She published a novel, Lejaskrodzinieka meita (La filla de l'hostaler, 1935) i el 1936 es va convertir en vicepresidenta del CID.
Quan el règim autoritari va arribar al poder el 1936, Pīpiņa es mantingué activa com a periodista, però es va retirar de la política. El 1940, quan les tropes soviètiques van ocupar Letònia, es va convertir en un objectiu i va ser deportada a Sibèria el 1941..

## Mort i llegat
Pīpiņa va morir en un camp de treball al riu Obi el 1942. Durant el període soviètic, era considerada com un enemic de l'estat, després d'haver servit al parlament independent de Letònia i la seva biografia va ser purgada de les enciclopèdies. La seva importància en la història política i en el moviment de dones reemergí després que Letònia recuperés la seva independència.